# Goodgame Empire

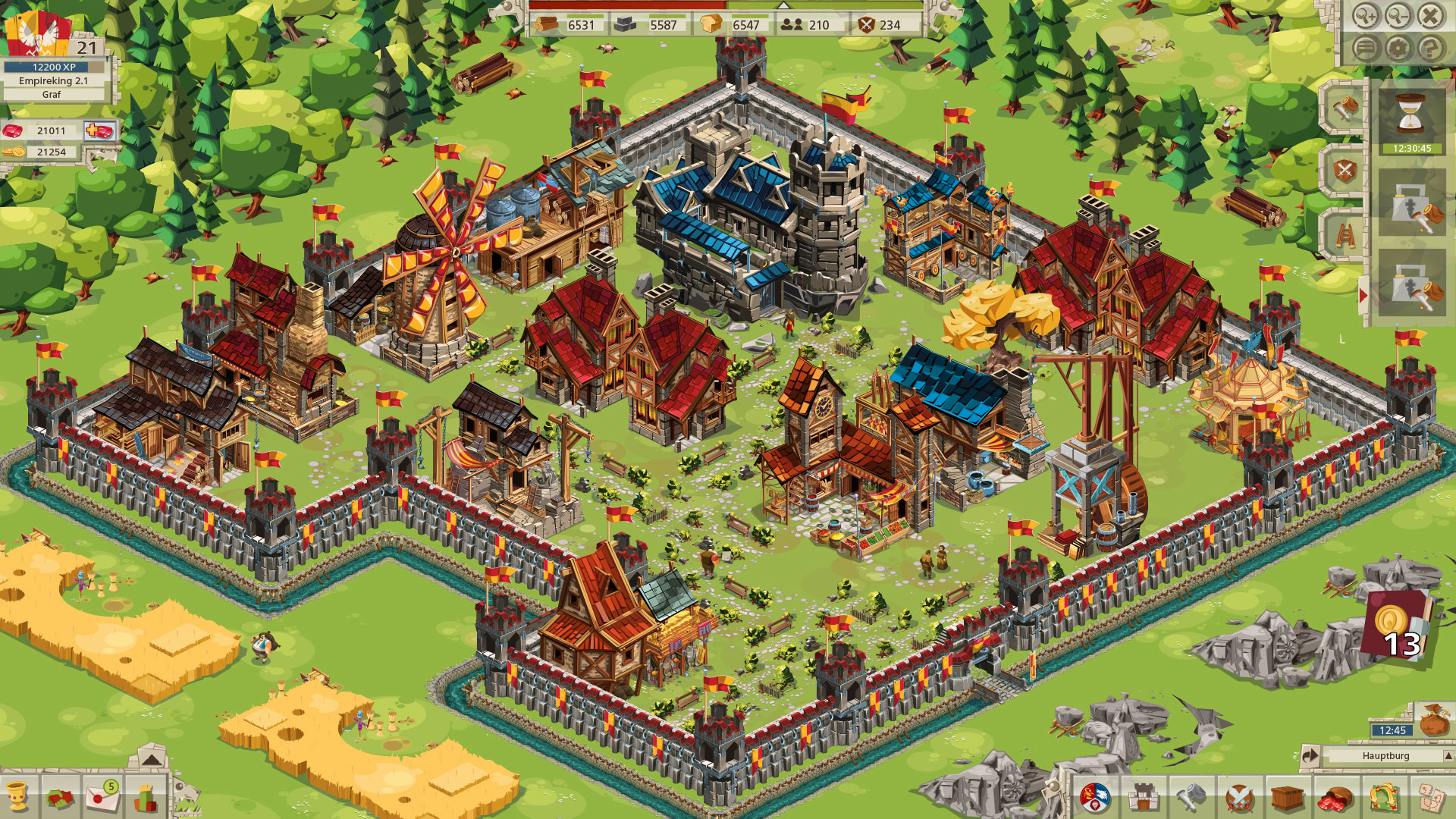
Captura de pantalla de un castillo en Goodgame Empire

Goodgame Empire es un videojuego de estrategia en línea publicado en 2011 por la empresa Goodgame Studios que se desarrolla en la época medieval donde el jugador puede elegir su blasón o insignia, su nombre de jugador y conforme vaya avanzando en el juego puede subir de títulos nobiliarios y estos a su vez conllevan ventajas sobre otros jugadores y recompensas.
El objetivo del juego es construir un imperio a partir de un pequeño poblado inicial. La estrategia para conseguir ese objetivo consiste en distribuir adecuadamente los recursos naturales del entorno (representados en el juego por madera, comida y piedra y en niveles más avanzados carbón, vidrio y aceite), el trabajo de los habitantes (canteros, granjeros, leñadores, panaderos.etc) y el poder militar donde se reclutan soldados ya sea enfocados en defensa o ataque de combate a distancia o cuerpo a cuerpo.  
El juego permite interactuar con otros usuarios en línea y es posible formar alianzas para atacar o defenderse de otros jugadores en las cuales puedes chatear, donar recursos y demás; cada alianza se forma de 15 jugadores hasta su límite de nivel además contará con rankings (líder, delegado, diplomático, tesorero, reclutador, comandante de guerra, general, miembro y novato)
. Se pueden librar guerras entre varias alianzas o formar pactos entre ellas.
Una moneda virtual o premium, los rubíes, proporciona ventajas sobre los adversarios y otras mejoras en la cuenta como finalización inmediata de tareas.Se pueden adquirir con dinero real, ya sea por SMS, Pay Pal, tarjeta de Crédito, o bien cumpliendo misiones dentro del juego.
El juego fue elegido mejor juego de navegador 2012 por el European Games Award y en el “BÄM! Award” (2012). Fue también finalista del Deutscher Entwicklerpreis 2013.

## Interacción con el usuario y forma de juego
Al inicio, el jugador inicia con un castillo simple donde debe construir edificios de producción teniendo estos de 9 a 12 niveles de mejora como máximo algunos solo disponibles durante eventos específicos y mejorar constantemente las defensas teniendo estas 5 niveles
Respecto a los edificios especiales, estos solo se pueden comprar con la moneda premium pero que tiene una producción muy superior o que los edificios comunes o producen algún producto que los demás no son capaces de producir.  

### Alianzas
La mecánica del juego permite a los jugadores unirse en grupos llamados alianzas; donde pueden chatear entre ellos, enviarse mensajes y ayudarse, de igual manera permite la donación de recursos por parte de los jugadores para que al alcanzar cierto número de recursos y puntos de gloria la alianza suba de nivel, de este modo todos los jugadores que formen parte de ella tendrán acceso a ciertos bonus de acuerdo al nivel de la alianza

### Ataques
Los ataques es otra parte del juego, en donde puedes atacar diferentes tipos de eventos,
los eventos son varios y en la cual traen recompensas, asimismo se pueden atacar jugadores en tiempo real